# 永遠のニㇱパ 〜北海道と名付けた男 松浦武四郎〜
『永遠のニㇱパ 〜北海道と名付けた男 松浦武四郎〜』（えいえんのニㇱパ ほっかいどうとなづけたおとこ まつうらたけしろう）は、NHK札幌放送局の制作により「北海道150年記念ドラマ」としてNHK総合テレビで2019年7月15日の19時30分から20時53分に放送されたテレビドラマ。大石静作、松本潤主演。
幕末から明治初期にかけて蝦夷地を探査・記録し新たな名称として「北海道」のもととなる「北加伊道」を提案した探検家・松浦武四郎の、先住民アイヌとの交流を描く。題名の「ニㇱパ」はアイヌ語で「尊敬する人」「大切な人」の意。
全国放送に先立ち、NHK総合（北海道地方）にて2019年6月7日の19時30分から20時55分に先行放送された。また、NHK BS4Kにて89分版を2019年9月23日の20時から21時29分に放送され、NHK BSプレミアムにてノーカット完全版を2020年2月1日の19時20分から20時56分に放送された。
大河ドラマ同様、ドラマが終了したあとに「永遠のニシパ紀行」が放送され、松浦武四郎に関する資料などが紹介された。

## 登場人物

### 主人公
松浦武四郎
演 - 松本潤
探検家。幕末の志士。

### アイヌの人々
リセ
演 - 深田恭子
アイヌの女性。
エカシ
演 - 宇梶剛士
アイヌの長老。リセの義父。
ウテルク
演 - 木村彰吾
リセの兄。案内人。
イチニカ → 市助
演 - ヴァサイェガ渉（ジャニーズJr.）（子ども時代：正垣湊都）
リセの息子。
フチ
演 - 曽川留三子
リセの義母。
イワンハルカ
演 - 納谷真大
案内人。

### 江戸の人々
大久保利通
演 - 江口洋介
新政府参与。
鍋島直正
演 - 小日向文世
初代開拓長官。
東久世通禧
演 - 山田良明
第2代開拓長官。
河田重吉
演 ‐ 本田大輔
新政府の役人。
堀井出雲守
演 - 石井正則
旧幕府外国奉行。
阿部伊勢守正弘
演 - 筧利夫
旧幕府老中。

### 松前の人々
佐島勘解由
演 - 西村まさ彦
松前藩家老。
湊屋彦兵衛
演 - 斎藤歩
商人。
新堂佐七郎
演 - 石倉三郎
商人。
六之助
演 - 有薗芳記
新堂屋手代。

## スタッフ
- 脚本 - 大石静
- 演出 - 柳川強
- 監修 - 北海道アイヌ協会
- 音楽 - 梶浦由記
- 語り - 中島みゆき[9]
- 時代考証 - 山本命（松浦武四郎記念館）
- 殺陣武術指導 - 新実（若駒）
- 資料提供 - 松浦武四郎記念館、平取町立二風谷アイヌ文化博物館、萱野茂二風谷アイヌ資料館
- 撮影協力 - 北海道
- 制作統括 - 鶴谷邦顕
- 制作著作 - NHK札幌放送局

## 関連番組
- まもなく放送!ドラマ“永遠のニㇱパ”
  - 2019年5月31日 20:00 - 20:28、NHK総合（北海道地方）[10]
  - 2019年7月4日 15:08 - 15:36、NHK総合（全国）[11]